# すっ飛び野郎
『すっ飛び野郎』は、1965年4月5日に ビクターより発売された橋幸夫の64枚目のシングル（SV-230）。同名の松竹映画の主題歌となっている。

## 概要
- 1960年7月、橋は『潮来笠』でデビューし、その後毎年10枚以上のシングルを出し続け、ほとんどでヒット賞を受賞しているが、その楽曲は一部の例外を除き、作詞は佐伯孝夫、作曲は吉田正と橋の両恩師による制作であった。
- デビューから4年を経た前年から「一度雰囲気を変えてみよう」という話がで[2]、その第一弾として、作詞は吉川静夫、作曲は平川浪竜で『大利根仁義』をリリース（1964年10月20日）し、こちらもビクターヒット賞を獲得。これを受けて65年3月には同じコンビで『八州喧嘩笠』をリリース。その半月後の4月5日には同一コンビ3回目の共演として制作、リリースされたのが、本楽曲『すっ飛び野郎』である。
- 従来の股旅物とは曲調が異り軽快なリズムで、小野善太郎は本楽曲について「リズム股旅物という感じでおもしろい」と評しており、橋もこの評に「そうですね」と同意している[3]。
- 本楽曲もビクターヒット賞を受賞し、吉川作詞、平川作曲で橋がリリースした楽曲は全てヒット賞を獲得した。
- 編曲は寺岡真三で、過去に橋のシングルで編曲を担当したことがあり、この後もアルバムやシングルで何度も共演している。
- c/wの「飴やまかり通る」は、作詞はA面とおなじ吉川静夫、作曲は山下毅雄で、山下とは53枚目のシングル『さすらい者』についでの共演。『すっ飛び野郎』同様、映画の主題歌となっている。

## 収録曲
1. すっ飛び野郎
作詞： 吉川静夫、作曲：平川浪竜、編曲：寺岡真三
2. 飴やまかり通る
作詞：吉川静夫、作・編曲：山下毅雄

## 収録アルバム
- 『橋幸夫ステレオハイライト第5集』[1965年10月発売] SJV-135
- 『橋幸夫／豪華版全曲集』 [2CD]　[1992年10月28日] VICL-40059〜60 Disc2収録

CD-BOXへの収録は
- 『橋幸夫大全集』（CD-BOX 6枚組　全114曲収録） [1993年9月20日発売]　Disc4収録
- 『橋幸夫のすべて』（CD-BOX 5枚組　全105曲収録） [2011年2月8日発売]　Disc1収録

c/wの『飴やまかり通る』は
- 山下毅雄『ヤマタケ・フォーエバー』[2006年3月24日発売] VICL-61916に収録されている。

## 映画
- 本作を主題歌とする「すっとび野郎」（松竹京都）が、主演橋幸夫、共演倍賞千恵子、丹波哲郎で制作され、1965年4月28日に公開された[4]。カラー、上映時間1時間24分。
- ものがたりは、橋が扮する公儀隠密である旅鴉伊之吉と、丹波哲郎が扮する同じく隠密の浪人平井隼人が、廻船問屋と郡代官が共謀した砂金の密貿易を暴くストーリー。隼人の妹に倍賞千恵子、伊之吉が草鞋をぬぐ大川一家の親分の娘加代に香山美子が扮している。
- なお本作は、松竹京都映画撮影所の最後の作品となった。